# 294 a.C.
Il 294 a.C. (CCXCIV a.C. in numeri romani) è un anno  del III secolo a.C.

## Eventi
- Demetrio Poliorcete si impadronisce del trono di Macedonia come Demetrio I di Macedonia, riportando al potere la Dinastia antigonide.
- Roma
  - Consoli Marco Atilio Regolo  e Lucio Postumio Megello II
  - A Roma viene consacrato il tempio della Vittoria.

## Morti
- Alessandro V di Macedonia, sovrano macedone antico
- Antipatro II, re macedone antico
- Marsia, storico greco antico